# Школа № 3 (Обнинск)
Муниципа́льное бюджетное общеобразова́тельное учрежде́ние "Сре́дняя общеобразова́тельная шко́ла № 3" (МБОУ СОШ № 3) — общеобразовательное учебное заведение муниципального подчинения города Обнинска Калужской области.
В ряду обнинских школ школу № 3 относят к «крепким середнякам».

## Общие сведения
В школе работает 81 сотрудник, в том числе 53 педагога. Из них 1 кандидат наук, 2 Заслуженных учителя Российской Федерации, 13 Отличников народного образования и Почётных работников общего образования. Количество учащихся на конец 2010—2011 учебного года — 678.

## История
- 1961 — 1 сентября в новом типовом здании создана восьмилетняя школа № 3 на 950 учащихся. В школе работало 25 учителей.
- 1964 — Школа реорганизована из восьмилетней в среднюю.
- 1965 — Введён в эксплуатацию корпус № 2 (кирпичное двухэтажное здание бывшего детского сада, перепланированное под корпус начальной школы). 8 мая основан школьный Музей Боевой славы.
- 1976 — 9 февраля Музею Боевой славы областным оргкомитетом присвоено звание «Школьный музей».
- 2004 — 24 ноября областная комиссия по паспортизации школьных музеев подтвердила Музею Боевой славы звание «Школьный музей».

## Успехи

### Успехи учеников
- Евгения Карпухина, ученица Л. Ф. Фаустовой, в 2008 году стала призером третьего (областного) этапа Всероссийской олимпиады школьников по химии (диплом III степени) и олимпиады «Ломоносов» (специальный диплом III степени) по математике и химии на химическом факультете МГУ.[3]

## Директора
- 1961-1963 — Станислав Николаевич Копылов, учитель химии.[2]
- 1963-1964 — Пётр Гаврилович Коротков
- 1964-1986 — Пётр Иванович Ларин (12.07.1923 — 22.12.1996). Заслуженный учитель РСФСР, преподаватель географии, ветеран Великой Отечественной войны участник боёв на Ильинских рубежах в октябре 1941 года, один из немногих уцелевших курсантов Подольского артиллерийского училища. Основатель школьного Музея Боевой славы. Награждён боевыми орденами и медалями СССР[4]
- 1986—1994 — Олег Витальевич Мунтян. Награждён медалью ордена «За заслуги перед Отечеством» II степени (2007).
- 1994-2015 — Любовь Михайловна Сучкова, Заслуженный учитель Российской Федерации (2010). Родилась в Калужской области. Окончила МГПИ имени В. И. Ленина.[5]
- 2015-наст. время — Исаева Любовь Николаевна, выпускница МГОПУ имени М. А. Шолохова, педагогический стаж: более 25 лет.

## Известные учителя
- Дзиковецкий, Геннадий Иванович — учитель труда. Участник Второй мировой войны, был дважды ранен, имел 12 правительственных наград.[6]
- Кутузова, Светлана Александровна — учитель физики. Уровень её знаний был столь высок, что её называли «учитель учителей»[7]. Заслуженный учитель Российской Федерации[8]. Лауреат конкурса «Соросовский учитель» 1999 года[9].
- Ликонов, Александр Степанович — учитель труда. Участник Второй мировой войны, награждён 10 правительственными наградами.[10]
- Лодина, Инна Борисовна — учитель русского языка и литературы. Лауреат премии имени Н. К. Крупской.  Житель блокадного Ленинграда.[11]
- Лысенко, Тамара Васильевна — учитель русского языка и литературы. Заслуженный учитель Российской Федерации. Основатель и бессменный руководитель школьного музея Боевой славы (с 1965; по другим сведениям, руководит музеем с 1982 года[7]). Победитель обнинского конкурса «Человек года» в номинации «Гражданская инициатива» (по другим сведениям, в номинации «Образование»[7], 2009)[5]
- Солохин, Михаил Тихонович — учитель русского языка. Участник Второй мировой войны, награждён правительственными наградами.[12]
- Федорук, Михаил Дмитриевич — завхоз школы. Участник Второй мировой войны. Награждён орденом Красной Звезды, медалью «За оборону Москвы», «За победу над Германией», «30 лет Советской Армии и Флота».[13]
- Шаванов, Борис Трифонович (1939—2000) — российский художник, педагог. Учитель рисования и черчения школы № 3 в 1964—1967 гг. Директор детской художественной школы Обнинска в 1993—2000 гг.[14][15]
- Яковлева, Надежда Ивановна — медицинская сестра. Участница Второй мировой войны, медсестра эвакогоспиталя. Награждена 4 правительственными наградами.[16]

## Известные ученики

### Выпуск 1967 года
- Прокопчик, Игорь Степанович (1950—1995) — спасатель, один из создателей «Центроспаса». Погиб в Адыгее при исполнении служебных обязанностей. Приказом министра МЧС России Сергея Шойгу научно-исследовательское судно «Академик Ферсман» переименовано в «Спасатель Прокопчик».[17][18][19]

### Выпуск 1969 года
- Байдачный, Анатолий Николаевич (р. 1952) — советский футболист (нападающий), советский и российский тренер по футболу. Серебряный призёр чемпионата Европы 1972 года.[20]

### Выпуск 1981 года
- Белоголовцев, Сергей Геннадьевич (р. 1964) — российский телеведущий, актёр. Участник проекта «ОСП-студия». Учился в школе № 3 в первых двух классах (1971—1973). После переезда семьи с улицы Курчатова на улицу Жолио-Кюри (ныне улица Ленина) в дом над магазином «Заря» (магазин № 7, ныне «Седьмой») учился в школе № 6 с 3 по 5 класс в 1973—1976 гг. Затем перевёлся и оканчивал школу № 7, в которой учились его дворовые друзья.[21]

### Выпуск 2000 года
- Уткин, Александр Владимирович (р. 1983) — российский художник-иллюстратор, графический дизайнер. Музыкант-любитель; лидер, гитарист обнинской группы «Озеро многих лиц».

### Выпуск 2008 года
- Феколкин, Алексей Александрович (р. 10 февраля 1991) — российский футболист, полузащитник. Капитан футбольного клуба «Квант». Воспитанник ДЮСШ «Квант». Неоднократный победитель Кубка Обнинска и Калужской области по футболу среди юношей (лучший бомбардир ЦФО), международного турнира по футболу среди юношей 1991 года рождения (лучший бомбардир), победитель Кубка России по футзалу среди детско-юношеских команд 1991 года рождения (2007).[22]

## Интересные факты
- Школьный Музей Боевой славы восстановил более 300 имён солдат Второй мировой войны, погибших и захороненных в братских могилах на территории будущего Обнинска. Этот список был выбит на мраморных плитах Вечного огня в Обнинске, куда в 1972 году были перенесены все захоронения.[17]
- В школе № 3 с пятого по восьмой класс учился Илья Владимирович Бокин (1965—1986) — один из двух погибших в афганской войне обнинцев.[23][24] Его одноклассница Наталья Кошкина, позже работавшая в школе № 3 учителем русского языка и литературы, вспоминала:

Илья Бокин появился у нас в 5 классе. Светловолосый, кареглазый, очень симпатичный мальчик. Он был общительным, выдумщиком всевозможных игр и проказ. Учился он средне, но в семье воспитали его джентльменом. Когда мы ходили в поход, Илья помогал девочкам нести рюкзаки. В перепалках между девочками и мальчиками старался защитить именно девочек, умудряясь не испортить отношения с ребятами.
С Ильюшей было весело и просто общаться. И когда он решил после 8 класса поступить в Детчинский техникум, нам было очень жаль. Но отношения наши всё равно не были прерваны. Мы продолжали все вместе встречаться, хотя и гораздо реже. Когда мы узнали, что Илья погиб, мы тоже встретились. Мальчики были суровы, а девочки плакали…